# Río Confuso

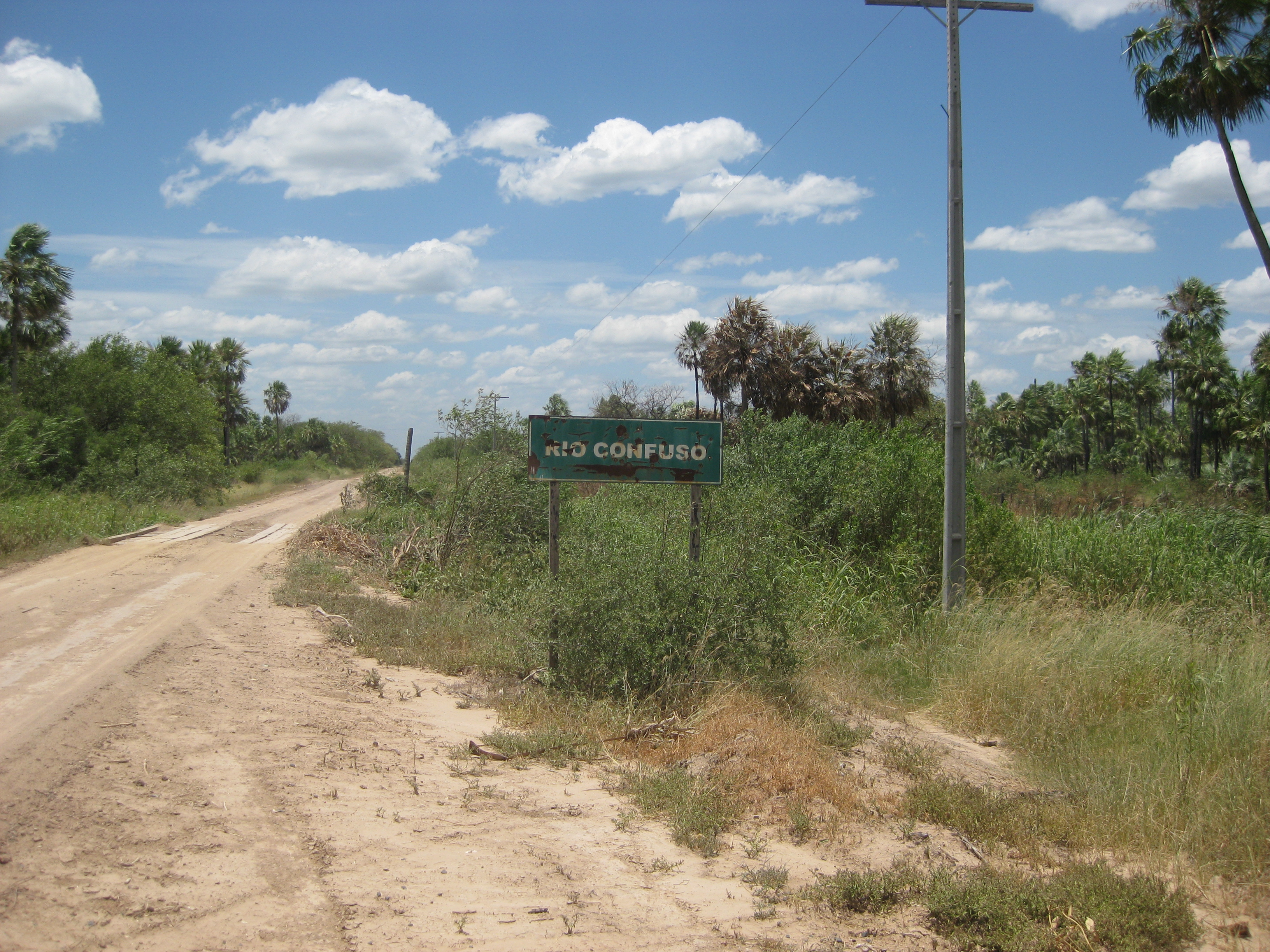
Nacimiento del río Confuso

El río Confuso es un cauce hídrico situado en el Bajo Chaco, Departamento de Presidente Hayes, República del Paraguay, cuya naciente se encuentra en el estero Patiño y su desembocadura en el río Paraguay, en la jurisdicción del municipio de Villa Hayes. Este río tiene un recorrido de aproximadamente 150 kilómetros, y no es navegable. Sus aguas recorren las jurisdicciones de los distritos de Benjamín Aceval y Villa Hayes.